# Поммерсфельден
Поммерсфельден (нем. Pommersfelden) — община в Германии, в Республике Бавария. 
Подчиняется административному округу Верхняя Франкония. Входит в состав района Бамберг.  Население составляет 2946 человек (на 31 декабря 2010 года). Занимает площадь 35,71 км². Местные регистрационные номера транспортных средств (коды автомобильных номеров) (нем. Kraftfahrzeugkennzeichen) — BA.
Община подразделяется на 10 сельских округов, в т. ч. анклав в районе Эрланген-Хёхштадт.

## Фотография

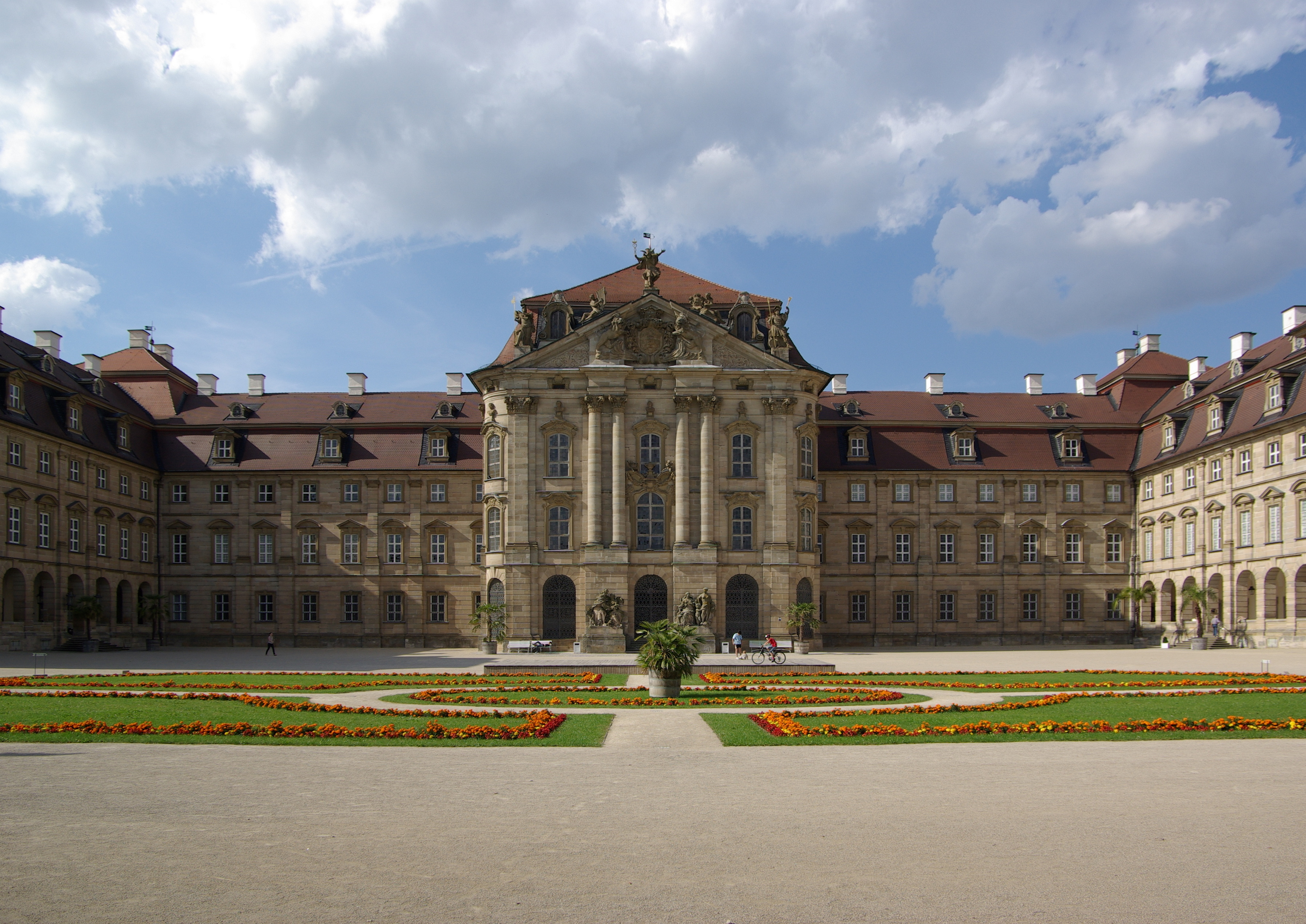
Дворец Вайсенштайн

## Население
По оценке на 31 декабря 2015 года население общины составляет 2933 чел.
| Дата      | 1840 | 1871 | 1900 | 1925 | 1939 | 1950 | 1961 | 1970 | 1987 | 2011 |
| --------- | ---- | ---- | ---- | ---- | ---- | ---- | ---- | ---- | ---- | ---- |
| Население | 2146 | 2040 | 1858 | 1902 | 1808 | 2725 | 2008 | 2009 | 2253 | 2880 |

| Год       | 1960 | 1970 | 1980 | 1990 | 2000 | 2009 | 2010 | 2011 | 2012 | 2013 | 2014 | 2015 |
| --------- | ---- | ---- | ---- | ---- | ---- | ---- | ---- | ---- | ---- | ---- | ---- | ---- |
| Население | 1936 | 2004 | 2147 | 2334 | 2712 | 2927 | 2946 | 2871 | 2857 | 2851 | 2848 | 2933 |